# El Alamein - La linea del fuoco
El Alamein - La linea del fuoco è un film di guerra del 2002 diretto da Enzo Monteleone. 

Questo film è riconosciuto come d'interesse culturale nazionale dalla Direzione generale Cinema e audiovisivo del Ministero per i beni e le attività culturali e per il turismo italiano, in base alla delibera ministeriale del 8 luglio 2001.

## Trama
El Alamein, 120 chilometri da Alessandria d'Egitto, ottobre 1942. Il fante Serra, volontario universitario originario di Palermo, è inviato sul fronte del Nordafrica dove giunge con grande spirito patriottico, venendo assegnato al 27º Reggimento fanteria "Pavia" dipendente dalla 17ª Divisione fanteria "Pavia", a sua volta inquadrata nel X Corpo d'Armata italiano. Egli, al pari di molti suoi connazionali in patria, è certo che la città egiziana sarà presto conquistata e che la dura campagna del deserto sarà conclusa vittoriosamente, confidando di partecipare alla sfilata trionfale che si svolgerà ad Alessandria dopo l'occupazione.
La realtà del fronte è tuttavia molto diversa da quella immaginata: il caldo è insopportabile, i soldati tutti soffrono di dissenteria, l'armamento è inadeguato, il cibo insufficiente, l'acqua è razionata e inquinata; l'artiglieria dell'8ª Armata britannica martella costantemente le posizioni italiane, lasciando un po' di respiro solo di notte. Serra prende contatto nel modo peggiore con la vita di trincea quando una salva d'artiglieria uccide il caporale che lo stava accompagnando al suo reparto, dopo essersi presentato al comandante, il tenente Fiore. In quel momento viene informato dei "tre miracoli", ossia delle tre possibilità che, secondo i superstiziosi commilitoni, ciascun soldato ha a disposizione prima di morire.
Nel periodo in cui il fronte è fermo, Serra stringe amicizia con alcuni commilitoni: Spagna, De Vita, il mortaista Tarozzi e soprattutto il sergente Rizzo, un veterano veneto in guerra da due anni tutti passati al fronte, il quale, durante un pattugliamento all'interno della depressione di Qattara, gli racconta di come sia riuscito a evadere da un campo di prigionia e tornare al fronte perché "per un soldato non è mica bello essere prigioniero". Il ritrovamento di cadaveri in una postazione di bersaglieri fa capire a Serra e Rizzo che gli Inglesi non hanno limiti nel muoversi in zone inospitali ("sono più Beduini dei Beduini"). Il sergente prende in simpatia il giovane volontario e gli insegna tutti i modi possibili per sopravvivere, dato che la grande offensiva per la conquista di Alessandria, a dispetto dell'invio di un carico di lucido per scarpe spedito insieme al cavallo di Benito Mussolini (ansioso di condurre la parata della vittoria), non ci sarà: le forze mobili sono estremamente inadeguate, il Deutsches Afrikakorps comandato dal feldmaresciallo Erwin Rommel dispone di limitate riserve di carburante e si prepara a ripiegare, i britannici ripuliscono continuamente dagli ordigni dei corridoi nei campi minati italiani, facendo presagire una controffensiva.
La disillusione si impadronisce presto di Serra. Travolto dall'orrore dopo l'inizio della decisiva battaglia di El Alamein il 23 ottobre, arriva a considerare che "a scuola ti insegnano: fortunato chi muore da eroe, ma i morti non sono né fortunati né sfortunati, sono morti e basta". La ritirata delle forze superstiti della "Pavia", della "Folgore" e dell'"Ariete" viene presentata da ottusi ufficiali come "sganciamento", in prospettiva di una nuova futura avanzata; ma i soldati si rendono conto che il fronte ormai è collassato e che sono stati lasciati indietro senza alcun mezzo di trasporto, mentre le forze tedesche e una parte di quelle italiane fuggono verso ovest. Persino gli ospedali da campo sono costretti ad attendere l'arrivo degli inglesi in modo da curare meglio i feriti che non possono essere trasportati.
Dopo che gli ultimi soldati della compagnia del tenente Fiore vengono fatti prigionieri durante la notte, Rizzo e Serra rimangono ad assistere l'ufficiale nel corso di una disperata marcia a piedi, attraverso il deserto, per ricongiungersi alle grandi unità italo-tedesche; tuttavia la ferita di Fiore, subita in un precedente scontro, non è stata medicata ed egli è debilitato al punto che non riesce più a proseguire. Di comune accordo con Rizzo, obbliga Serra a mettersi in salvo a bordo di una motocicletta rinvenuta sul posto ma che non può trasportarli tutti: il giovane soldato promette loro che tornerà a prenderli e si allontana con la moto nel deserto.

## Inesattezze storiche e tecniche
Il cavallo con cui Mussolini intendeva sfilare in parata in Egitto era bianco e si riferiva alla prima battaglia di El Alamein non alla seconda (periodo temporale in cui si svolge il film).
Durante la battaglia i carri armati che sfondano le linee difensive italiane, sebbene opportunamente mascherati da reti mimetiche, non sono i classici Mk II Matilda come ci si sarebbe aspettato, ma ben più moderni carri M60 Patton e mezzi da trasporto truppe M113 (probabilmente nella versione italiana VCC-1 Camillino), come anche nella prima parte della ritirata, quando i soldati in marcia cercano di fermare alcune truppe tedesche motorizzate che viaggiano a bordo di semicingolati americani M3 Half-track. Tuttavia in questo caso il fatto è molto più plausibile, visto che i tedeschi in Africa (e non solo) recuperavano e riutilizzavano i mezzi alleati, in ogni occasione, per supplire alle proprie deficienze. Nella scena in cui il tenente Fiore ordina al sergente Rizzo di andare in ricognizione nella depressione di El Qattara, si nota alle sue spalle un radio ricevitore R-109, in servizio presso le FF.AA. britanniche. 
La motocicletta usata nelle scene è il modello Alce 500 cc della Moto Guzzi che però, a differenza di quello che si vede, non aveva il cavalletto laterale, aveva la marmitta corta a doppia camera ed aveva il cambio manuale. 
Il cerca metalli che usano per controllare il campo minato è palesemente finto, la sonda che dovrebbe essere una bobina è invece un semplice cerchio di metallo. Tra l’altro fa il rumore di un contatore Geiger invece che di un cercametalli.
Il fucile mitragliatore in dotazione al sergente Rizzo durante l assalto notturno è una Breda 30 ,arma che può sparare solo 20 colpi prima della ricarica mentre Rizzo ne esplode una infinità senza rialimentare.

## Produzione
Il produttore Riccardo Tozzi ha raccontato, in uno scritto autobiografico, di essersi interessato alla guerra nel deserto fin dall'infanzia. Suo padre partecipò alla battaglia di El Alamein, dove venne fatto prigioniero, ritornò in Italia e morì poco dopo la nascita del figlio. Racconterà Tozzi: «Quando il regista e scrittore Enzo Monteleone mi propose un film sulla battaglia ci sentimmo fratelli. Ci interessava affrontare in modo sincero un nodo morale: che succede alle persone per bene che si trovano a combattere dalla parte del male?».

### Riprese
Il film è stato girato nei dintorni di Erfoud, in Marocco.

## Accoglienza

### Critica
Il film, accolto generalmente bene, non è stato tuttavia esente da critiche:
"Al di là di ogni ideologia i veri problemi del film sono di ordine cinematografico, perché Monteleone, già sceneggiatore di film come Mediterraneo, Marrakech Express, Alla rivoluzione sulla 2 cavalli, evita la retorica bellicistica ma non quella generazionale, sicché questi soldati persi nel deserto nel 1942, confrontati al pericolo, ai disagi, alla dissenteria, alle cannonate che piovono improvvise, a volte polverizzandoli letteralmente, finiscono malgrado tutto per somigliare un po' troppo ai combattenti od ai reduci di altre epoche. Domina una chiave soft che per non speculare sull'orrore toglie impatto al racconto e dribbla i veri problemi di messinscena posti dal soggetto".
"Gli episodi surreali sono le cose migliori di El Alamein - La linea del fuoco, assieme ad un'efficace scelta dei personaggi che non ricorre agli stereotipi del war-film americano, dove tutti sono ipercaratterizzati (molto alti, molto bassi, molto grossi) onde essere riconoscibili malgrado l'uniformità della divisa. Per il resto il film adotta uno schema narrativo molto classico, filtrando dal racconto di Serra secondo il modello, un tantino abusato, della presa di coscienza".
"Nel finale di El Alamein - La linea del fuoco Enzo Monteleone ci insegna con quale spirito si deve entrare in un sacrario di guerra. Dopo un secolo e mezzo di orribili monumenti ai caduti, scopriamo che per onorarli non servono vittorie alate né muscolari di bronzo: bastano i nomi e magari neppure quelli. È sufficiente la parola «Ignoto» su una lapide per farci provare una stretta al cuore in un misto di sentimenti che al rispetto associano la rabbia. E volutamente ignoti, scelti nell'anonima manovalanza della guerra, sono sullo schermo i soldati della Divisione Pavia, comandati ai bordi della depressione di Quattara fra ottobre e novembre 1942: una pattuglia sperduta proprio alla Ford. Travolti in una battaglia di oltre dieci giorni che agli italiani costò 9.500 morti e 30.000 prigionieri, questi giovani (impersonati da attori tanto bravi da sembrare veri come lo stranito volontario Paolo Briguglia, il sergentaccio Pierfrancesco Favino, il tenente Emilio Solfrizzi e altri) fanno il loro dovere fra alternanze insopportabili di calori diurni e freddi notturni. Cannonate che sollevano nuvole di sabbia e insidiose fucilate di cecchini, reticolati e campi minati, fame molta e acqua poca".
"Il film non parla di politica né di alta strategia e sui signori della guerra si concede appena qualche stilettata ironica. Arrivano derrate di lucido da scarpe per la parata di Alessandria, che non si farà, e transita il cavallo di Mussolini suscitando tentazioni gastronomiche. Monteleone ci trasporta all'interno della tragedia con la semplicità di Rossellini, mostrando una situazione dove la posta in gioco è la sopravvivenza: «Le pattuglie sono utili se tornano indietro» raccomanda il pragmatico Solfrizzi. Arpeggiando sui notturni e sui rombi guerreschi, ingegnose soluzioni all'italiana sono attuate dalla produzione per illuderci di star vedendo più di ciò che il budget ha concesso di mettere nell'inquadratura. La stupenda fotografia, sapientemente decolorata, è di Daniele Nannuzzi. Qualche «cammeo» di attori noti ravviva il cast: Silvio Orlando, generale suicida, Roberto Citran, colonnello imbecille, Giuseppe Cederna, medico stoico".

## Premi e riconoscimenti
- 2003 - David di Donatello
  - migliore fotografia a Daniele Nannuzzi
  - miglior montaggio a Cecilia Zanuso
  - miglior suono in presa diretta a Andrea Giorgio Moser
  - Candidatura miglior attore non protagonista a Pierfrancesco Favino
  - Candidatura migliori costumi a Andrea Viotti
- Nastri d'argento 2003: migliore sonoro in presa diretta
- Premio Gianni Di Venanzo 2003: miglior fotografia italiana

## Film correlati
- Divisione Folgore, regia di Duilio Coletti (1954)
- El Alamein, regia di Guido Malatesta (1957)
- La battaglia di El Alamein, regia di Giorgio Ferroni (1969)